# Children Full of Life
Children Full of Life (jap. 涙と笑いのハッピークラス 4年1組 命の授業, Namida to warai no happī kurasu: 4 nen 1 kumi Inochi no jugyō) ist ein japanischer Dokumentarfilm von Noboru Kaetsu aus dem Jahre 2003. Der Film zeigt Momente des Glücks und der Trauer während eines Schuljahres in der 4. Primarklasse des Lehrers Toshirō Kanamori.

## Handlung
Children Full of Life verfolgt während eines Schuljahres den Unterricht von Toshirō Kanamori in einer 4. Klasse der Primarschule in Kanazawa, Japan. Kanamori bringt seinen Schülern nicht nur schulische Fächer bei, sondern auch die wichtigsten Prinzipien des Lebens: glücklich zu sein und sich um den anderen kümmern. Wir kommen in die Schule, um glücklich zu sein, also lasst uns alle zusammen glücklich sein! wird zum Motto der vierten Klasse.
Kanamori gibt seinen 35 Schülern Unterricht über Teamarbeit, Gemeinschaft, die Bedeutung von Offenheit, wie man damit umgeht und den Schaden, der durch Mobbing entsteht. Er ermutigt, sie ihre Gedanken und Gefühle in ein Heft zu schreiben. Jeden Tag lesen drei Kinder ihre Notizen ihren Klassenkameraden vor und sie sprechen über ihre Gefühle füreinander und über Ereignisse in ihrem Leben. Die Schüler suchen gemeinsam nach Wegen, wie sie gestörte Beziehungen, Unglück und den Verlust von geliebten Menschen verstehen und damit umgehen können. Im Laufe des Jahres wächst ihr Gemeinschaftsgefühl, wenn sie ihre Erfahrungen teilen und den Wert des Lebens und der Sorge um die Gefühle des anderen verstehen lernen. Das geschieht, wenn die Klasse zusammen Flosse baut, sich an einem Bach oder beim Schlitteln vergnügt oder über den Tod eines Vaters oder einer Großmutter gemeinsam trauert, für ein Mädchen, das in eine andere Stadt zieht, ein selbst gedichtetes und komponiertes Abschiedslied singt oder für einen Freund einsteht, der ihrer Meinung nach vom Lehrer zu hart bestraft wurde.

## Kritik
„Diese einfache, gut erzählte Geschichte, erfasst das Wesen der Bildung. Sie ist ein intimes Porträt eines Lehrers und seines Klassenzimmers, das auf subtile Weise einen Weg für alle Pädagogen darstellt, die sich der Herausforderung stellen, die Schüler auf das Leben vorzubereiten. Unaufdringlich fängt der Dokumentarfilm außergewöhnliche Momente der Dramen und der Emotionen in einem einzelnen japanischen Klassenzimmer ein und zeigt, wie einzelne Lehrer bemerkenswerte Kräfte zeigen, um die Zukunft ihrer Schüler zu gestalten. Der Dokumentarfilm entlockt den Schülern und Zuschauern Tränen des Lachens und der Traurigkeit, wenn sie den Wert des Teilens von starken Emotionen entdecken, die den Fragen von Leben und Tod, die im Klassenzimmer auftauchen, einen Sinn geben. Vorfälle von Mobbing, Sprachunterricht und Aktivitäten im Freien sind alles Gelegenheiten, in dieser "Schule des Lebens" zu unterrichten. Der Dokumentarfilm ist weder predigend noch pedantisch und reduziert die unzähligen Probleme in der Erziehung auf eine einfache Botschaft – lernen, sich um andere zu kümmern.“

## Auszeichnungen
- Japan Preis 2003 der Japan Broadcasting Corporation (NHK)[3]
- Bronzemedaille beim New York Film Festival[4]
- Children Full of Life erhielt 2004 den Global Television Grand Prize zum 25. Jubiläum des Banff World Media Festivals. Damit ging der wichtigste Preis des Festivals erstmals nach Japan.[5]
- Goldmedaille beim U.S. International Festival of Religion, Ethics and Humanities